# Velódromo de Manacor
El Velódromo de Manacor, también conocido como Velódromo de na Xicamunda, era una instalación dedicada al ciclismo en pista al aire libre situada en el municipio español de Manacor, en las Islas Baleares, activa entre 1893 y 1955 y actualmente desaparecida.

## Historia
Su historia se divide en tres etapas, ligadas a las sociedades ciclistas que lo explotaron y recuperaron sucesivamente.
Club Ciclista Manacorense
El velódromo nació impulsado por el primer club ciclista existente en la ciudad, el Club Ciclista Manacorense, e inaugurado el 28 de mayo de 1893 a las afueras de la población junto a la carretera de Palma. Dadas las deficiencias de la instalación original fue reconstruido y reinaugurado el 19 de septiembre de 1897, permaneciendo activo hasta 1901.
El Pedal
Después de unos años de abandono fue recuperado por otra sociedad ciclista nacida en la poblaciónː El Pedal, constituida en 1912 aprovechando el resurgimiento de la afición ciclista en la localidad. Fue inaugurada el 25 de julio de 1912 e inicialmente gozó de gran actividad con todo tipo de pruebas, la más importante el Campeonato de España de velocidad de 1913. Pero la euforia inicial duró poco tiempo y la pista dejó de funcionar en 1916. Incluso hacia 1918 se empleaba para carreras de caballos.
Club Ciclista Manacor
La fundación del Club Ciclista Manacor en 1931 recuperó la actividad de la pista desde el 16 de abril de 1933, llegando a acoger cuatro Campeonatos de Baleares de fondo consecutivos entre 1933 y 1936. Después de la Guerra civil española la actividad de la pista fue intermitente y aún vivió un último momento de esplendor durante los primeros años 50, culminado con la organización de un último Campeonato de Baleares (1954).
Después de 1955 la pista quedó inactiva y las pruebas ciclistas se organizaron a partir de entonces en el hipódromo de la localidad. Seguramente la pista fue abandonada hasta la ruina total. Actualmente, sin embargo, el solar sigue sin edificarse y aún se pueden identificar algunos restos de la antigua instalación.
Manacor no contó nuevamente con pista ciclista hasta la apertura de la voltadora del Polideportivo Torre dels Enagistes, construida en 2005.

## Eventos

### Competiciones nacionales
- Campeonato de España de velocidad: 1913.[7]

### Competiciones regionales
- Campeonato de Baleares de velocidad: 1914.
- Campeonato de Baleares de fondo: 1933, 1934, 1935, 1936, 1954.